# Sibires
Los Sibires (en Idioma sibir: Sıbırlar) son un grupo étnico indígena de Siberia Occidental que viven en sus tierras ancestrales en las regiones de Tiumén, Omsk, Novosibirsk, Tomsk, Kémerovo, Kurgán y Sverdlovsk.
Históricamente el grupo se formó en los territorios del Kanato de Siberia.